# Kazuhiro Mori
Kazuhiro Mori (盛 一大|Mori Kazuhiro; Chiba, 17 september 1982) is een Japans voormalig professioneel wielrenner die zijn gehele carrière reed bij Aisan Racing Team.

## Palmares
2005
Proloog Ronde van Hokkaido
 Japans kampioenschap tijdrijden, elite
2006
Proloog Ronde van Hokkaido
2008
2e en 3e etappe Ronde van Hokkaido
2009
 Oost-Aziatische Spelen (TTT, met Makoto Iijima, Kazuo Inoue en Hayato Yoshida)
 Japans kampioen tijdrijden, elite
2e etappe Ronde van Hokkaido
2010
Eindklassement Ronde van de Zuid-Chinese Zee
2011
Eindklassement Ronde van Okinawa